# Life Guards

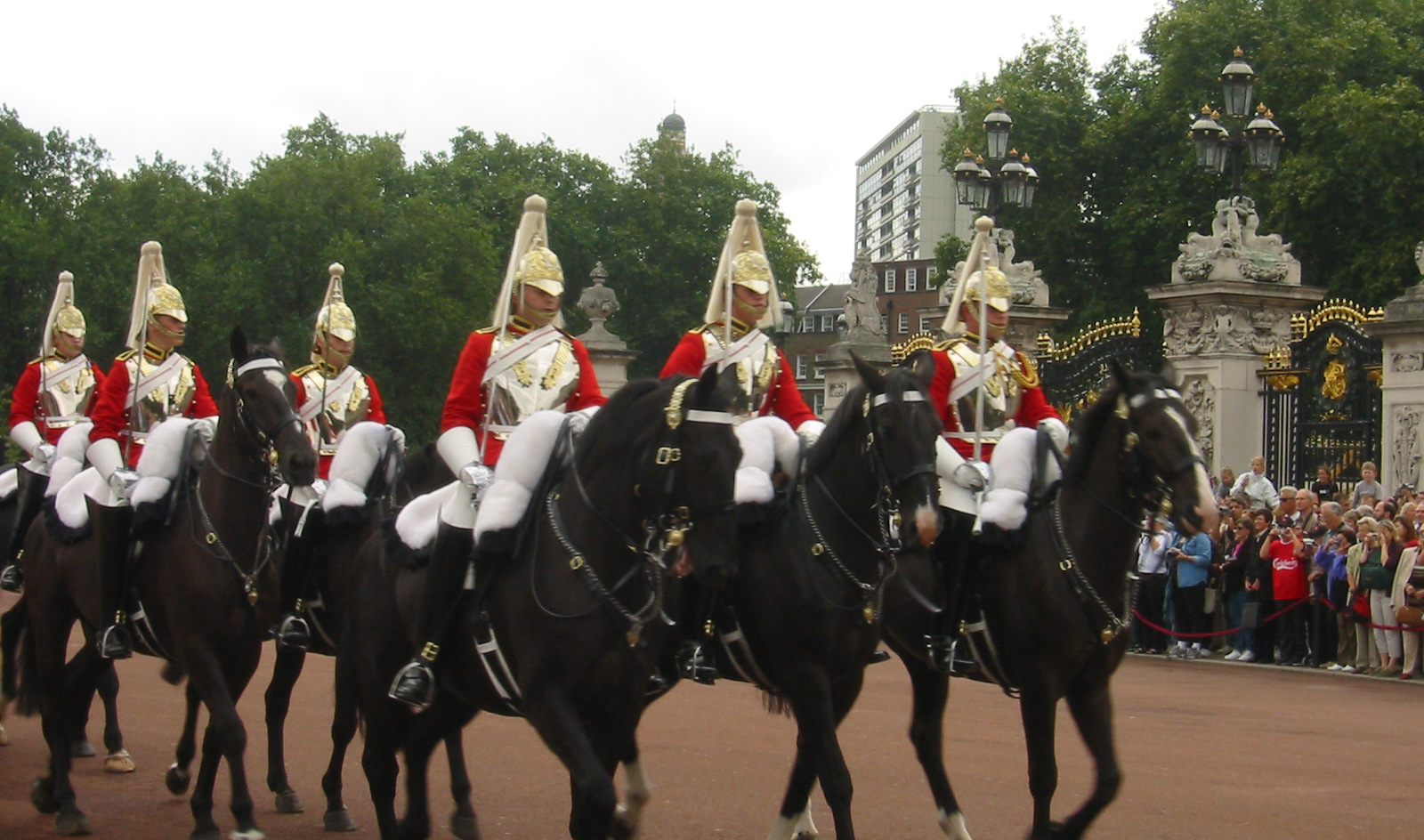
Life Guards till häst utanför Buckingham Palace.

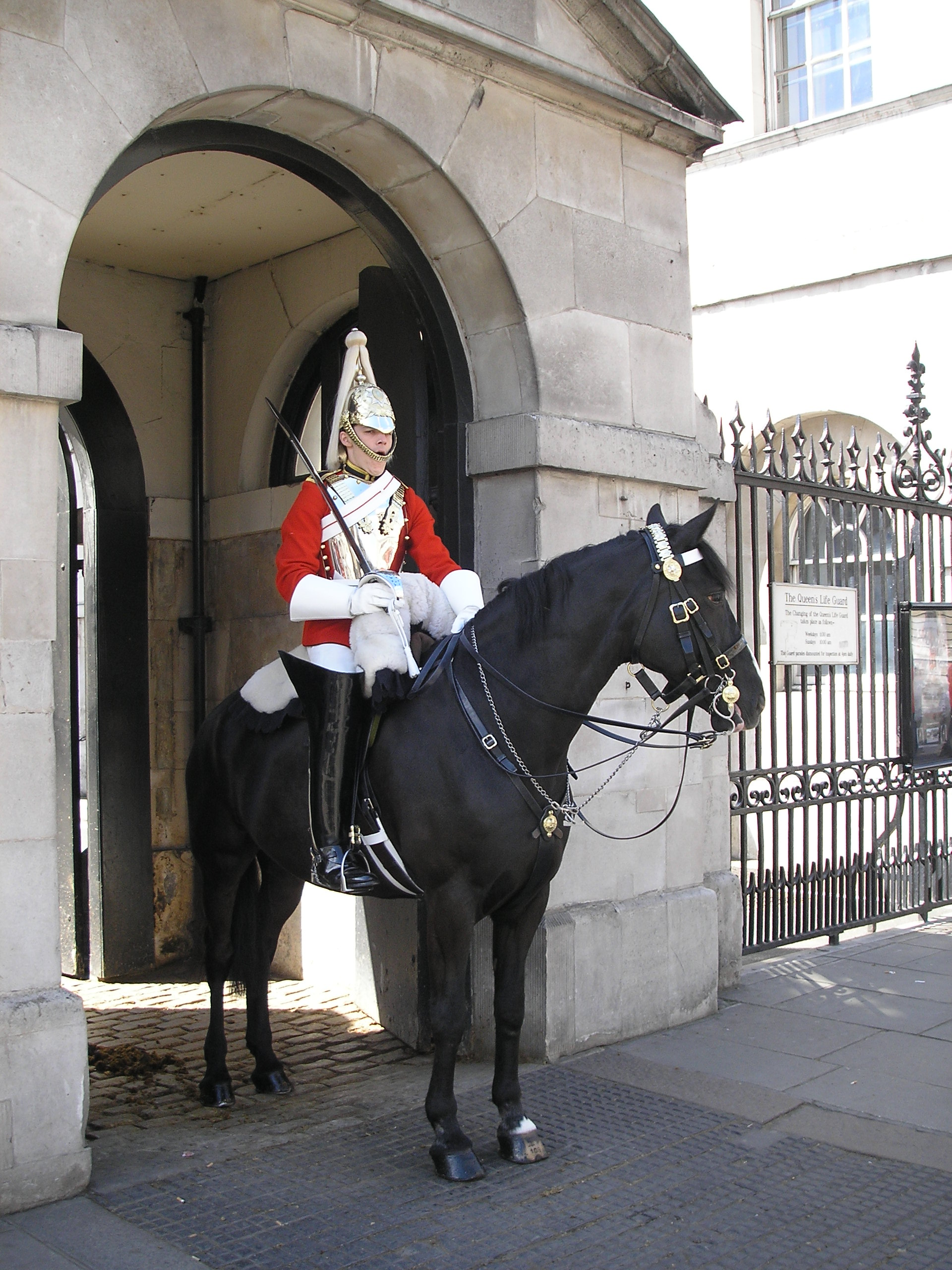
Kavallerist iförd kyrass från Life Guards på vaktpost utför Horse Guards vid Whitehall.

The Life Guards (förkortning: LG) är ett kavalleriregemente och det rangmässigt främsta regementet i Storbritanniens armé och är en del av Household Cavalry, tillsammans med Blues and Royals.
Regementets motto är detsamma som för Strumpebandsorden: Honi soit qui mal y pense, gammalfranska för "Skam den, som tänker illa därom".

## Bakgrund
Regementet bildades 1922 och för vidare traditioner som sträcker sig tillbaka till sex troppar från 1660-talet under Engelska restaurationen (dvs Karl II:s regeringstid). 1788 omvanlades tropparna till två regementen: 1st Regiment of Life Guards samt 2nd Regiment of Life Guards. Bägge deltog med framgång i slaget vid Waterloo under befäl av Edward Somerset.
Efter första världskriget övergavs kavalleriet till häst och stridsuppgiften omvandlades till mekaniserat spaningsförband (bortsett från statsceremoniella uppgifter). 1922 slog de båda regementena samman och 1928 fick de namnet The Life Guards. Regementet deltog i andra världskriget vid landstigningen i Normandie och vidare till befrielsen av Bryssel. 1992 slogs Life Guards samman med Blues and Royals till ett regemente, Household Cavalry Mounted Regiment, med två skvadroner som upprätthåller två olika identiteter och separata traditioner.
Regementets hederschef är Kung Charles III. Stallarna i London är belägna vid är belägna vid Hyde Park.